# Служба військової розвідки (Болгарія)
Служба військової розвідки (болг. Служба „Военна информация“) — спецслужба Болгарії для ведення воєнної розвідки. Входить до структури Міністерства оборони. Розташована за адресою профільного міністерства по вул. Диякона Ігнатія, 3.
Служба військової розвідки разом із Національною розвідувальною службою є двома службами зовнішньої розвідки Болгарії. Навіть за часів НРБ, коли решту болгарських спецслужб було об'єднано (певною мірою і принаймні на певний період) у рамках системи державної безпеки, Розвідувальне управління Генерального штабу завжди залишалося поза її складом.

## Історія
Служба військової розвідки — найстаріша спецслужба Болгарії.
Створена з ухваленням Закону про устрій збройних сил Болгарського князівства, затвердженого Указом № 185 від 15 грудня 1891 року князя Фердинанда I як підрозділ канцелярії військового міністерства з питань обробки розвідувальної інформації, отриманої від болгарських дипломатичних місій за кордоном. Указом № 176 від 27 грудня 1891 року створено перший болгарський орган забезпечення воєнної розвідки під назвою «Учбове бюро» (Учббюро). Потім почалося будівництво апарату військових аташе.
У травні 1903 року при Оперативному відділенні штабу армії замість Учббюро створено Інформаційне бюро, яке налагодило збір і використання відомостей зокрема і закритого характеру.
Указом від 31 грудня 1907 р. № 190 Інформаційне бюро перетворено на Секцію розвідки при Оперативному відділенні штабу армії, якій підпорядковувався апарат військових аташе. Указ набрав чинності з 1 січня 1908 року за старим або з 12 січня 1908 року за новим стилем. У 1997 році дату 12 січня міністерським наказом № ОХ-49 від 11.02.1997 оголошено офіційним святом військової розвідки Болгарії.
1940 року Секція розвідки стала самостійним Відділом розвідки штабу військ (ВР ШВ) з 3 підрозділами: РО-1 — зовнішньої розвідки, РО-2 — внутрішньої розвідки та РО-3 — контррозвідки. Нова реорганізація 1947 року перетворила його на Відділ розвідки Генерального штабу (ВР ГШ), а його завдання обмежилися тільки веденням зовнішньої розвідки.
З березня 1950 року його назва змінилася на Розвідувальне управління Генерального штабу Болгарської Народної Армії (РУ ГШ), неофіційно воно називалося РУ МНО (РУМНО). Восени 1950 року для підготовки його кадрів при РУ ГШ відкрито Школу військових перекладачів «Баба Тонка». 1972 року з метою підготовки оперативного особового складу при РУ ГШ започатковано Школу підготовки кадрів, яка згодом набула статусу факультету стратегічної розвідки Військової академії імені Георгія Раковського.
За часів комуністичної влади РУ ГШ тісно співробітничало з ГРУ та відповідними військовими розвідувальними службами інших держав-членів Організації Варшавського договору, спеціалізуючись на роботі з Туреччиною та Грецією з акцентом на ядерну та хімічну зброю. З цією метою, дотримуючись світової практики (також застосованої Князівством Болгарія), воно розвиває мережу легальних і нелегальних резиденцій, використовуючи для прикриття установи з представництвами та діяльністю за кордоном: міністерства, компанії, ЗМІ тощо.
Політичні зміни, що відбулися 1989 року, торкнулися і воєнної розвідки. Зі скасуванням керівної ролі БКП у Конституції країни припинився політичний контроль із боку БКП (через Військовий відділ ЦК БКП і Головне політичне управління Болгарської народної армії), політичні структури в РУ ГШ (політвідділ і партійна організація) було закрито, особовий склад деполітизовано (як і взагалі в збройних силах країни). Таким чином, військова розвідка залишається виключно під політичним контролем міністра оборони, продовжуючи професійно підпорядковуватися начальнику Генерального штабу болгарської армії.
На початку 1992 року РУ ГШ перетворено на Управління розвідки і безпеки, яке поєднало військову розвідку і військову контррозвідку. У вересні 1992 року структури знову було розділено, а Розвідувальне управління Генерального штабу було відновлено.
1999 року функції РУ ГШ розділилися: на його базі в Міноборони на короткий час створили Головну дирекцію військової розвідки, покликану роздобувати й обробляти військову (політичну, технічну, наукову) інформацію; для керівництва розвідувальними формуваннями і органами болгарської армії в Генеральному штабі утворили Розвідувальне управління. Розпорядженням Ради Міністрів № 237 від 21.12.1999 р. це управління з 1 січня 2000 р. перетворено на Службу військової розвідки (СВР).
Посаду керівника СВР перейменовано з «начальника» на «директора». 12 березня 2012 року міністр оборони, відповідно до змін до закону «Про оборону та Збройні сили», вперше в історії служби призначив її директором цивільну особу.
Упродовж усієї своєї історії воєнній розвідці вдалося зберегти та використати значну частину своїх повільно сформованих і вузькоспеціалізованих кадрів, хоча з радикальними політичними змінами в державі вона переживала періоди політичного тиску з метою звільнень і чисток — особливо після 9 вересня 1944 року та після 10 листопада 1989 року. У 2013 році з даних, наведених міністром оборони на парламентських слуханнях, стало зрозуміло, що близько 44% керівництва Служби військової інформації було пов'язано з РУ ГШ до 10 листопада 1989 року.

## Зустріч з українськими колегами
8 серпня 2023 року стало відомо, що директор Служби військової розвідки бригадний генерал Венелін Венев зустрівся з керівником Головного управління розвідки Міністерства оборони України генерал-майором Кирилом Будановим, який на чолі делегації здійснив візит у Болгарію, де зустрівся також із міністром оборони цієї країни.